# Максимов, Николай Иванович (Герой Социалистического Труда)
Николай Иванович Максимов (19 мая 1911, Семилей, Пензенская губерния — 5 мая 1967, Казань) — советский авиационный инженер и промышленный деятель, директор Казанского авиационного завода (1960—1967 ), Герой Социалистического Труда.

## Биография
Родился 19 мая 1911 года в деревне Большой Семилей Пензенской губернии. Его отец — Иван Гаврилович, был начальником железнодорожной станции в Казани.
После окончания средней школы трудился вместе с отцом на железной дороге слесарем. Будучи комсомольцем, в 1928 году в числе 25-тысячников был отправлен в деревню создавать колхозы. Затем учился в Казанском авиационном институте, окончив который, стал работать на Казанском авиационном заводе. В Великую Отечественную войну был главным контролером, затем ведущим инженером, заместителем начальника цеха, руководителем отдела технического контроля, начальником производства, главным инженером завода (в 1949 году).
В 1960 году Николая Ивановича назначили директором Казанского авиационного завода, где он работал до своей внезапной смерти в 1967 году. Наряду с производственной, Максимов занимался и общественной деятельностью — был депутатом Верховного Совета ТАССР, делегатом двух съездов КПСС.

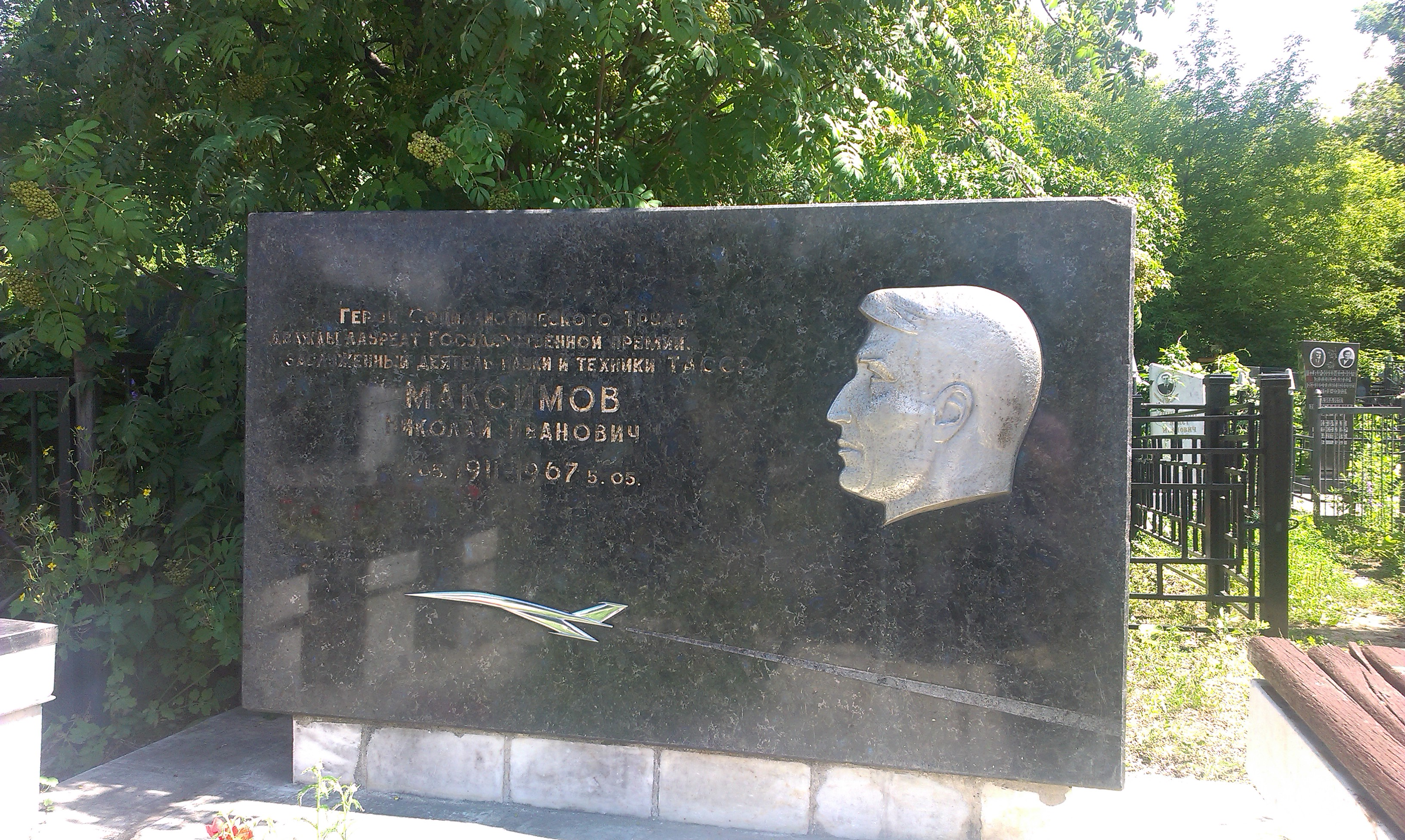

Николай Иванович Максимов умер 5 мая 1967 года от инфаркта в Казани, похоронен на Арском кладбище.

## Награды и звания
- Герой Социалистического Труда (1966) с вручением ордена Ленина.
- Также награждён вторым орденом Ленина, орденами Трудового Красного Знамени, «Знак Почета» и Красной Звезды, медалями.
- Лауреат Сталинской (1949) и Государственной (1971, посмертно) премий[5].
- Заслуженный деятель науки и техники Татарской АССР.

## Память

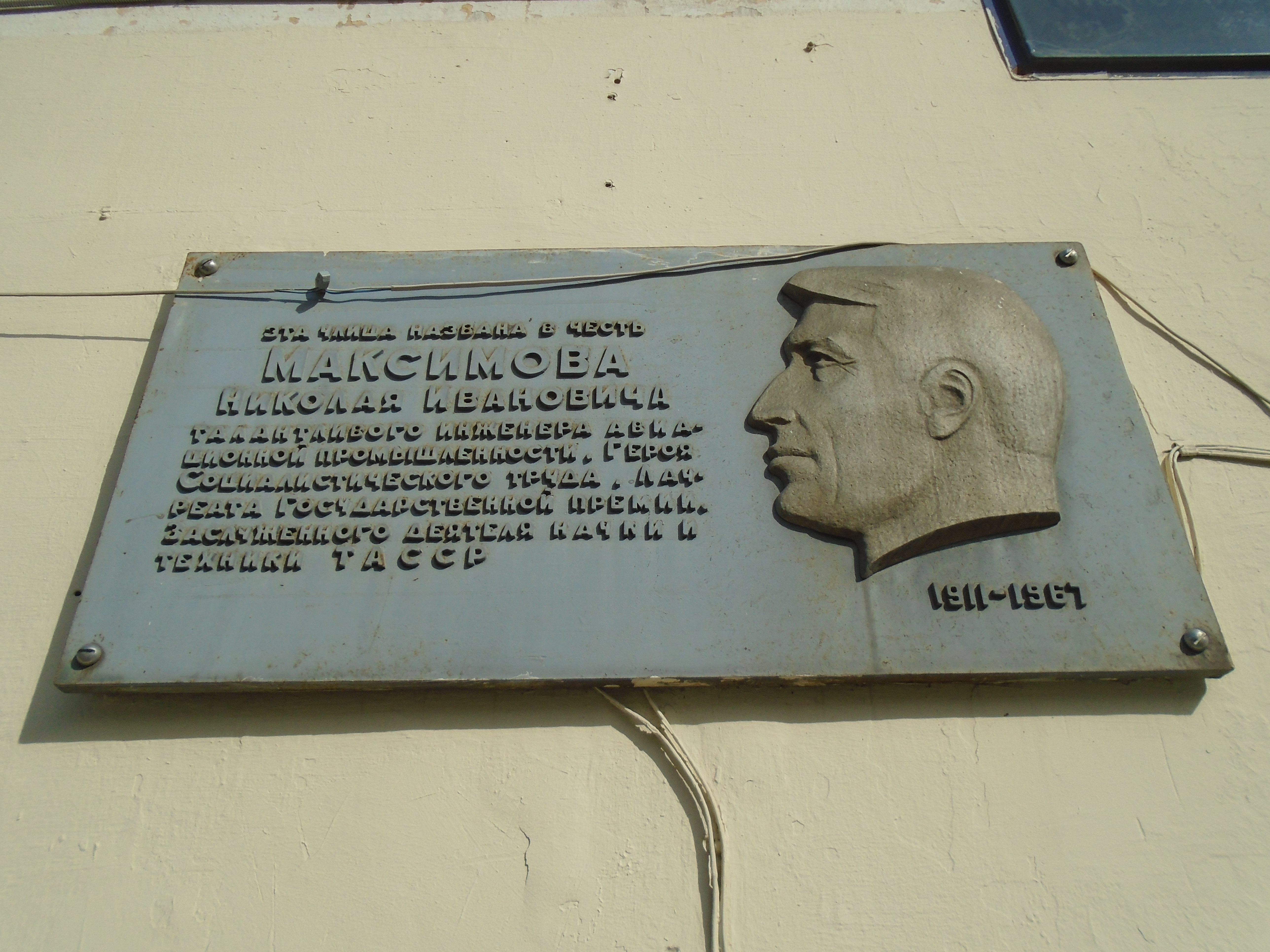
Мемориальная доска памяти Н. И. Максимова на улице его имени в Казани

- В честь Максимова названа улица в Авиастроительном районе Казани (бывшая Астраханская), на ней установлена мемориальная доска[6]